# Windows Update
Центр оновлення Windows — це служба, надавана Microsoft, яка забезпечує оновлення для операційних систем Microsoft Windows та її компонентів. Оновлення надаються не тільки для операційної системи, але також і для іншого програмного забезпечення Microsoft, такого як Microsoft Office, Windows Live, Microsoft Security Essentials і Microsoft Expression Studio.
Оновлення для системи безпеки поставляються кожен другий вівторок, але можуть бути доставлені і в інший час, коли це критичні оновлення і необхідні для уникнення епідемій вірусу. «Центр оновлення Windows» можна налаштувати для автоматичної установки оновлень, це гарантує, що комп'ютер завжди матиме останні оновлення та не буде схильним до уразливості комп'ютерних черв'яків й інших шкідливих програм.
В операційних системах Windows Vista, Windows Server 2008 і пізніших є пункт у панелі керування для тоншої настройки параметрів оновлення. У попередніх версіях Microsoft Windows, оновлення можна було завантажити з вебсайту Windows Update за допомогою Internet Explorer.

## Історія

### Оновлення Windows через вебсайт
Windows Update вперше з'явився в Windows 98 і був введений як вебсайт. Посилання на Windows Update перебувала в меню «Пуск» і давала доступ до завантаження додатків для операційної системи. На момент випуску Windows 98, Windows Update пропонував додаткові теми для робочого столу, ігри, оновлення драйверів пристроїв, і додаткові компоненти, такі як NetMeeting. Початковий акцент Windows Update був зроблений на доповнення та нових технологій для Windows, пізніше через Windows Update стали поставлятися виправлення безпеки для Outlook Express, Internet Explorer та інших додатків, а також стали доступні бета-версії програмного забезпечення Microsoft. Microsoft пояснив успіхи продажі Windows 98 зокрема, присутністю Windows Update.
Windows Update вимагав Internet Explorer або сторонній веббраузер, який використовує MSHTML. Ця необхідність пов'язана з використанням елемента керування ActiveX. Хоча основні деталі реалізації змінювалися від версії до версії, в цілому принцип залишався тим же, відбувалося сканування комп'ютера користувача, щоб дізнатися, які компоненти застаріли. Потім компонент ActiveX взаємодіє з інсталятором Windows для встановлення цих оновлення або компонентів, і повідомляє про успішну установку або помилку.
Перша версія вебсайту Windows Update (зазвичай іменована «V3») не вимагала будь-якої персональної інформації. Під час перевірки оновлень на комп'ютер завантажувався весь список доступних програм і оновлень, який міг запропонувати Windows Update. У міру збільшення числа пропонованих оновлень зростав і список файлів, це призводило до проблем продуктивності.
«Windows Update V4» був випущений в складі Windows XP в 2001 році, змінився принцип дії, використовуючи елемент керування ActiveX Microsoft вирушав список вже встановлених компонентів і драйверів, потім сервер відправляв відповідь, пропонуючи оновлення, які доступні для цієї машини.

### Інструмент попередження про критичні оновлення
Незабаром після випуску Windows 98, корпорація Microsoft випустила Critical Update Notification Tool (Інструмент попередження про критичні оновлення). Цей інструмент встановлювався через вебсайт Windows Update. Потім цей інструмент самостійно перевіряв вебсайт Windows Update на наявність критичних оновлень. За замовчуванням перевірка оновлень відбувалася кожні п'ять хвилин і кожен раз при запуску Internet Explorer, але користувач міг налаштувати, щоб перевірка відбувалася в певний час доби або в певний день тижня. Перевірка відбувалася запит з сайту файлу cucif.cab, який містив список всіх оновлень, випущених для операційної системи користувача, потім цей список порівнювався зі списком вже встановлених оновлень на комп'ютері і відображалося повідомлення про нові критичні оновлення (якщо вони були виявлені). Після виконання перевірки вибраний користувачам графік перевірки скидався[куди?] і повертався на значення за замовчуванням (кожні 5 хвилин). Керівництво корпорації «Майкрософт» заявило, що це було зроблено для того, щоб користувач був своєчасно повідомлений про наявність нових критичних оновлень.
Critical Update Notification Tool продовжував оновлюватися до кінця 1999 року і в першій половині 2000.

### Автоматичні оновлення
Разом з випуском Windows ME у 2000 році корпорація «Майкрософт» представила «автоматичні оновлення» замість «Critical Update Notification Tool». На відміну від свого попередника, клієнт автоматичного оновлення сам завантажував і встановлював оновлення без участі браузера. Тепер користувач міг вибрати, як встановлювати оновлення, або спочатку клієнт оновлень самостійно завантажував всі доступні оновлення, а потім користувач вибирав, які з них встановити, користувач міг вибрати спочатку, які завантажувати оновлення. Після установки Windows ME" користувачеві пропонувалося встановити клієнт оновлень.
Можливість оновлення через вебсайт залишилася, але сайт був значно змінений з урахуванням використання візуального стилю Windows XP.
У Windows XP і Windows 2000 Service Pack 3 є «Фонова Інтелектуальна Служба Передачі», яка здатна передавати файли у фоновому режимі без взаємодії з користувачем.

### Microsoft Update
У лютому 2005 року на конференції RSA Microsoft оголосив про випуск першої бета-версії «'Microsoft Update»', функціонально замінює Windows Update (яка забезпечує завантаження оновлень для Windows) і також дозволяє оновлювати програмне забезпечення Microsoft. Випуск відбувся в червні 2005 року, на той момент підтримувалася завантаження оновлень для Microsoft Office 2003, Exchange 2003 і SQL Server 2000, що працюють на Windows 2000, XP та Windows Server 2003. Через деякий час список підтримуваних продуктів розширився, в ньому з'явилися Захисник Windows, Visual Studio, Virtual Server та інших серверних продуктів. Також додатково можна було завантажити Silverlight.

### Оновлення Office
Microsoft Office Update існував раніше безкоштовний інтернет-сервіс, за допомогою якого користувач міг знайти і встановити оновлення для потрібних йому продуктів Office. Цей сервіс підтримував оновлення для Office 2000, Office XP, Office 2003, і Office 2007. 1 серпня 2009 року Microsoft відмовився від цього сервісу. Тепер користувачі могли завантажити оновлення для Office тільки через Microsoft Update. Однак, Microsoft Update не підтримує Office 2000, і користувачі Office 2000 більше не мають способу автоматичного виявлення та встановлення оновлень. Але це не настільки важливо для користувачів Office 2000, тому що в будь-якому випадку продукт більше не підтримується і нові оновлення не випускаються. Але тим не менш, це може викликати обмеження для тих користувачів, які хочуть знову встановити Office 2000.

### Windows Vista, Windows Server 2008 і Windows 7
У Windows Vista, Windows Server 2008 і Windows 7 більше неможливо використовувати оновлення через вебсайт. Замість цього тепер використовуються автоматичні оновлення, які мають більш широкий функціонал. Підтримка Microsoft Update, також вбудована в систему, але за замовчуванням відключена. Новий Windows Update так само може бути налаштований на автоматичне завантаження та інсталяцію «важливих» та «рекомендованих» оновлень. У попередніх версіях Windows такі оновлення були доступні тільки через вебсайт.
У попередніх версіях Windows, якщо оновлення вимагало перезавантаження, то кожні кілька хвилин з'являлося вікно з вимогою від користувача перезавантажити комп'ютер. Це діалогове вікно було змінено і тепер в ньому можна вибрати час (до 4 годин) через яке буде запропоновано перезавантажити знову. Нове діалогове вікно відображається також як і інші додатки, а не завжди поверх їх.